# ديفيد كوتاي
ديفيد كوتاي (بالإنجليزية: David Kotei)‏ مواليد 7 ديسمبر 1950 في أكرا، هو ملاكم غاني يصنف ضمن فئة الوزن الخفيف.

## إحصائيات
خاض خلال مسيرته 48 نزالا، فاز في 40 وتعادل في 1 وخسر في 7. فاز بالضربة القاضية في 24 نزالا.

## روابط خارجية
- ديفيد كوتاي على موقع بوكس ريك (الإنجليزية) (registration required)